# Hasta uttanasana

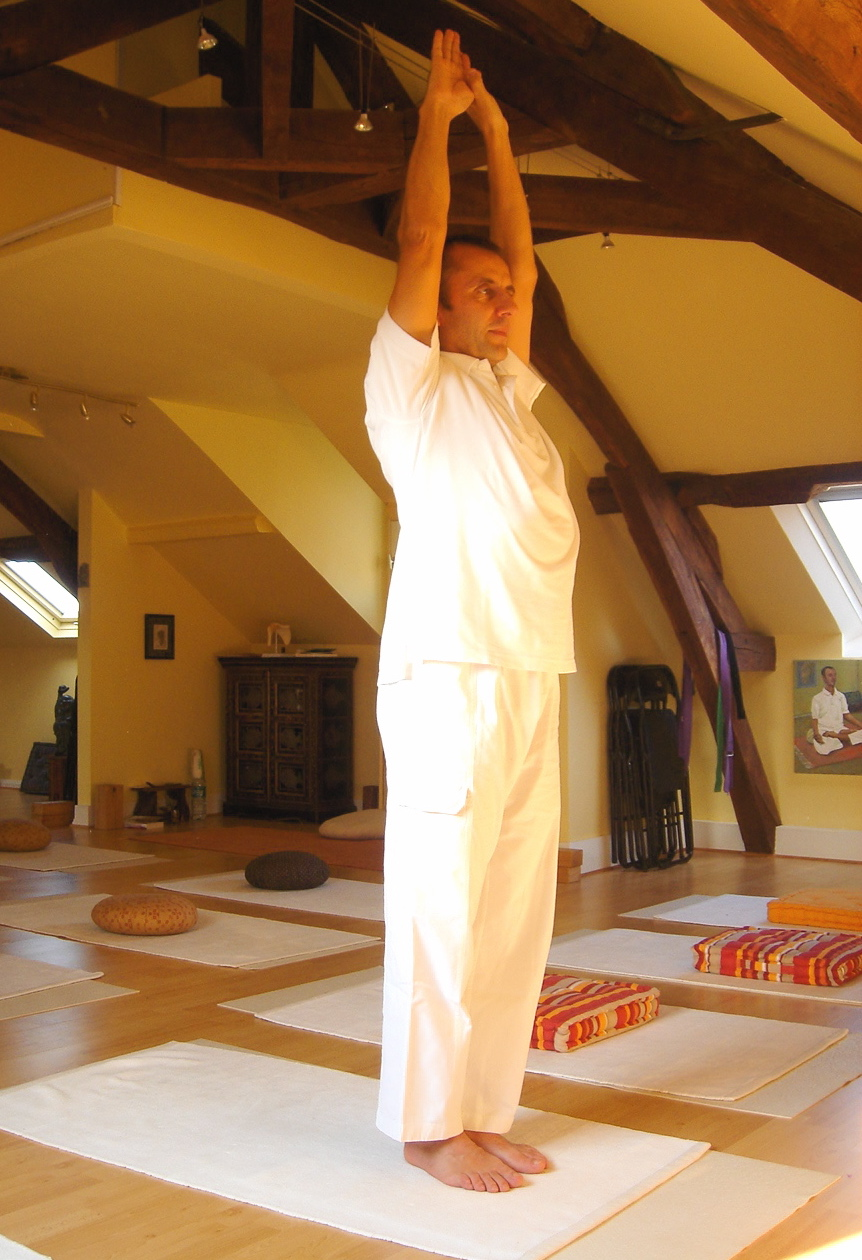
Hasta Uttanasana

Hasta uttanasana ovvero posizione delle mani sollevate, è una posizione di Hatha Yoga. Deriva dal sanscrito "hasta" che significa "mani", "ut" che significa "intenso", "tan" che significa "allungare" e "āsana" che significa "posizione".

## Scopo della posizione
La posizione ha lo scopo di allungare la schiena ed estendere le braccia.

## Posizione
Partendo dalla posizione in piedi, con la schiena dritta ed i piedi uniti, espirando, allungare le braccia oltre la testa unendo le mani come una preghiera. Mantenere la schiena dritta e il collo in asse con essa.